# 当卡寺
当卡寺，位于中国青海省玉树市结古街道前进村，为第七批青海省文物保护单位，公布日期为2004年5月10日，类型为古建筑。
当卡寺的历史年代为宋朝（始建）。